# Lodderena omanensis
Lodderena omanensis is een slakkensoort uit de familie van de Skeneidae. De wetenschappelijke naam van de soort werd in 1996 voor het eerst geldig gepubliceerd door Robert Moolenbeek.